# Родатичи

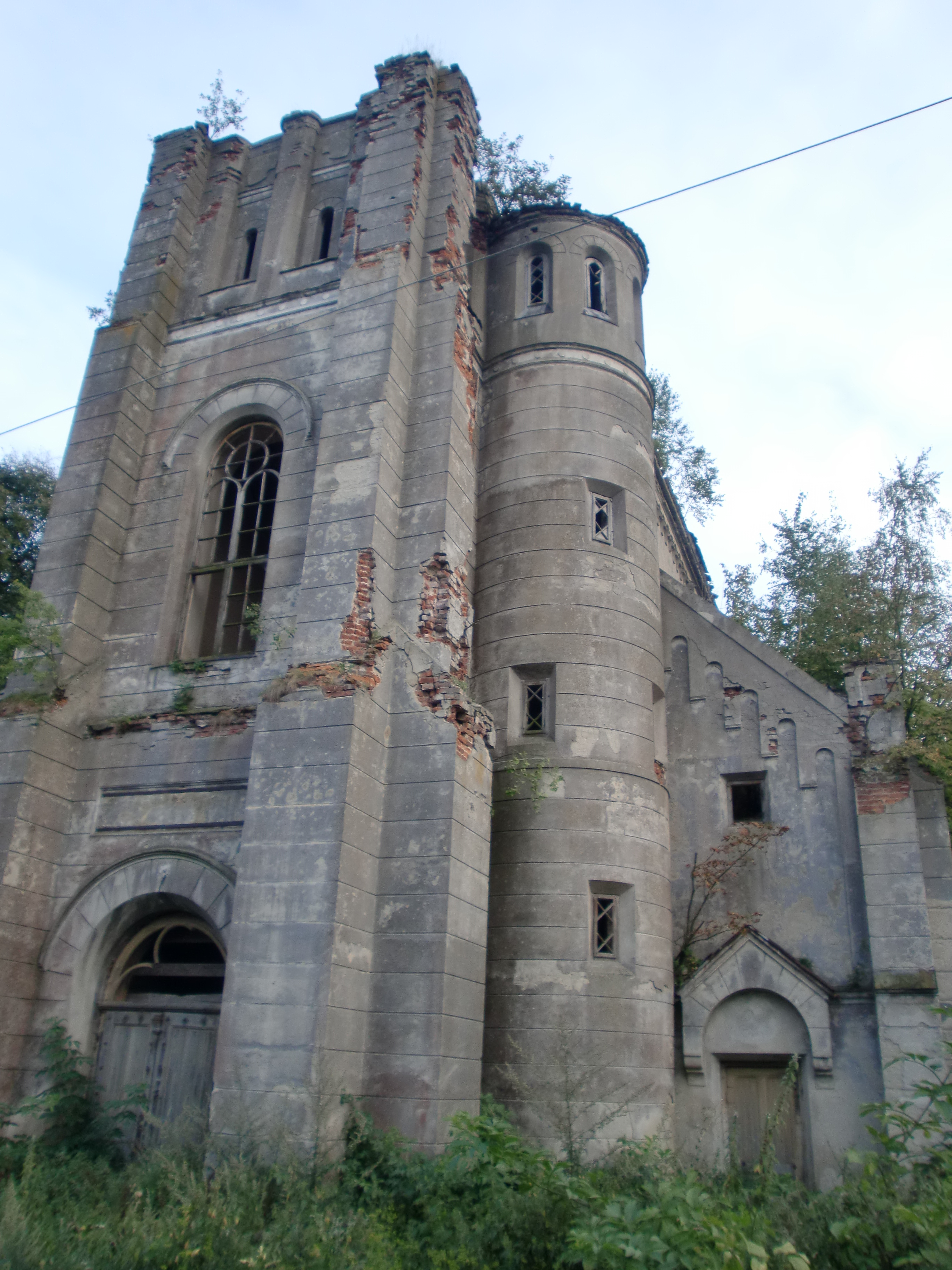
Заброшенная церковь в Родатычах

Родатичи (укр. Родатичі) — село в Городокской городской общине Львовского района Львовской области Украины.
Население по переписи 2001 года составляло 1912 человек. Занимает площадь 28,440 км². Почтовый индекс — 81521. Телефонный код — 03231.